# Крупляны
Крупля́ны (бел. Крупляны) — деревня в Барановичском районе Брестской области Беларуси. Входит в состав Молчадского сельсовета.

## География
Расположена в 31,5 км (40 км по автодорогам) к северо-западу от центра Барановичей, на расстоянии 3,5 км (5 км по автодорогам) к северу от центра сельсовета, деревни Молчадь, на правом берегу реки Своротва, невдалеке от границы с Дятловским районом Гродненской области.

## История
В 1631—32 годах имение Крупли упоминается в документах Виленского центрального архива.
В 1886 году — село Люшневской волости Слонимского уезда Гродненской губернии, 7 дворов, имелась церковь.
После Рижского мирного договора 1921 года — в составе гмины Молчадь Слонимского повета Новогрудского воеводства Польши, 12 домов, 67 жителей. Рядом находился одноимённый фольварк (1 дом, 8 жителей).
С 1939 года — в составе БССР, с конца июня 1941 года до июля 1944 года оккупирована немецко-фашистскими войсками.
В 1940–62 годах — в Городищенском районе Барановичской, с 1954 года Брестской области. Затем передана Барановичскому району. С 12 октября 1940 года по 16 июля 1954 года — центр Круплянского сельсовета.
До недавнего времени работал магазин.

## Население
На 1 января 2021 года насчитывалось 15 жителей в 10 домохозяйствах, из них 5 трудоспособных и 10 пенсионеров.
| Численность населения (по переписи) | Численность населения (по переписи) | Численность населения (по переписи) | Численность населения (по переписи) | Численность населения (по переписи) | Численность населения (по переписи) |
| 1921                                | 1959                                | 1970                                | 1999                                | 2009                                | 2019                                |
| ----------------------------------- | ----------------------------------- | ----------------------------------- | ----------------------------------- | ----------------------------------- | ----------------------------------- |
| 67                                  | ↗175                                | ↗201                                | ↘55                                 | ↘18                                 | ↘8                                  |